# صميليات
صميليات أو الفراشات شباكية الجناح (الاسم العلمي Thyrididae)، فصيلة حشرات من رتبة حرشفيات الأجنحة. أجناسها وأنواعها المعروفة نحو 600 منتشرة بأكثريتها في المناطق الاستوائية من العالمين القديم والجديد. اجسامها صغيرة، عصلبية، شبه أسطوانية الشكل. بسطتها تراوح من 15 إلى 20 مم. رؤوسها شبه مكورة. عيونها صغيرة. قرونها الاستشعارية خيطية. ملامسها مستطيلة. اخطامها كبيرة. بطونها متراكبة السهف الدقيق. مرزاتها مستطيلة. اجنحتها مشرشرة الحتار، عادمة التهديب. أثوابها مزخرفة. اساريعها كثيمة، خاضلة، تعيش ضمن لفافات من الورق بوقية الشكل.